# Komposition an Stelle von Vererbung

Das Diagramm stellt dar, wie das Fliege- und Redeverhalten durch Komposition flexibel gestaltet werden kann.

Komposition anstelle von Vererbung (engl. composition over inheritance oder composite reuse principle) ist eine Technik im Softwareentwurf. Durch dieses Prinzip werden Klassen entkoppelt, was zu flexibleren und stabileren Entwürfen führt. So ist es möglich, zur Laufzeit das Verhalten einer Klasse zu verändern.

## Grundlagen
Bei diesem Entwurfsprinzip werden Algorithmen, die in einer Klasse Verwendung finden können, als separate Klassen entworfen, die vorzugsweise von Schnittstellen abgeleitet sind. Die Klassen, die eventuell einen dieser Algorithmen ausführen sollen, beinhalten eine Membervariable des Typs der gemeinsamen Schnittstelle, der (auch zur Laufzeit) einer dieser Algorithmen zugewiesen werden kann. Dadurch sind die Klassen von den Algorithmen und deren Details getrennt – weitere Entwicklungen und Änderungen an den Algorithmenklassen haben kaum Einfluss auf die Klasse, was Anpassungen unnötig macht. Dadurch wird der Code nicht verändert, was wiederum ein anderes Entwurfsprinzip, das Open-Closed-Prinzip, befürwortet.

## Beispiel
Das folgende Java-Beispiel ist die Implementierung des oben angegebenen Entwurfs.
```
/**

 * Interface for everything flyable

 */

public
 
interface
 
Flyable
 
{

    
/**

     * Method that implements flying behaviour

     */

    
void
 
fly
();

}

/**

 * Interface for everything that gives a quacking sound

 */

public
 
interface
 
Quackable
 
{

    
/**

     * Method for the quacking sound

     */

    
void
 
quack
();

}

/**

 * Abstract class for Duck

 */

public
 
abstract
 
class
 
Duck
 
implements
 
Ducklike
,
 
Comparable
<
Object
>
 
{

    
/** Flying behaviour of the duck */

    
protected
 
Flyable
 
flyBehavior
 
=
 
null
;

    
/** Quack behaviour of the duck */

    
protected
 
Quackable
 
quackBehavior
 
=
 
null
;

    
/**

     * Standard constructor

     */

    
public
 
Duck
()
 
{

        
initialize
();

    
}

    
/**

     * Constructor

     * @param WEIGHT Weight of the duck

     */

    
public
 
Duck
(
final
 
float
 
WEIGHT
)
 
{

        
initialize
();

        
weight
 
=
 
WEIGHT
;

    
}

    
protected
 
abstract
 
void
 
initialize
();

    
/**

     * Display method

     */

    
public
 
abstract
 
void
 
display
();

    
/**

     * Performs the flying behaviour

     */

    
public
 
void
 
fly
()
 
{

        
flyBehavior
.
fly
();

    
}

    
/**

     * Performs the quacking behaviour

     */

    
public
 
void
 
quack
()
 
{

        
quackBehavior
.
quack
();

    
}

    
/**

     * Setter for the fly behaviour

     * @param FLYING

     */

    
public
 
void
 
setFlyBehavior
(
final
 
Flyable
 
FLYING
)
 
{

        
flyBehavior
 
=
 
FLYING
;

    
}

    
/**

     * Setter for the quack behaviour

     * @param QUACKING

     */

    
public
 
void
 
setQuackBehavior
(
final
 
Quackable
 
QUACKING
)
 
{

        
quackBehavior
 
=
 
QUACKING
;

    
}

}

```